# Хидра (остров)
Вижте пояснителната страница за други значения на Хидра.
Хидра (на гръцки: Ύδρα, Идра) е гръцки остров в Егейско море, част от Сароническите острови.

## История
Островът е обитаван още от микенско време.